# Alosa alabamae
Alosa alabamae é uma espécie de peixe da família Clupeidae.
É endémica dos Estados Unidos da América.